# Дом с тремя щипцами
Дом с тремя щипцами (Maison des Trois Pignons) — средневековое фахверковое здание, расположенное в Провене (департамент Сена и Марна, Франция). Находится в центре Верхнего города, на углу площади Шатель и улицы Куверт (rue Couverte). Датируется XV веком. Название отсылает к особенности фасада, верхняя часть которого образует с трёх сторон остроугольный щипец — вимперк (фр. pignon).
16 марта 1938 года здание было включено в реестр исторических памятников Франции. В настоящее время находится в частной собственности.